# Мерино, Мануэль
Мануэ́ль Арту́ро Мери́но де Ла́ма (род. 20 августа 1961) — перуанский политик, с 10 по 15 ноября 2020 года исполнявший обязанности президента Перу.
Он занимал пост президента Конгресса Перу с 16 марта по 9 ноября 2020 года. До этого он был членом Конгресса, представляющим Тумбес на период 2020—2021 годов, в качестве члена партии Народное действие. Ранее он работал в Конгрессе в 2001—2006 годах и 2011—2016 годах.
9 ноября 2020 года Конгресс Перу отстранил от должности президента Мартина Вискарру по обвинению во взяточничестве, объявив его «морально несостоятельным». На следующий день в качестве президента перуанского Конгресса Мерино стал новым президентом Перу в соответствии с конституцией страны.
В связи с назначением непопулярного Мерино по всей стране начались крупнейшие с начала 2000-х годов массовые протесты в Перу, в столкновениях с силовиками погибли участники протестов. 15 ноября 2020 года Мерино подал в отставку.

## Комментарии
1. ↑  Конституция Перу предусматривает избрание вместе с президентом двух вице-президентов — первого и второго. В случае смерти или отставки президента его пост переходит сначала к первому вице-президенту, затем — ко второму, и лишь затем (если оба вице-президентских поста вакантны, как и произошло в данном случае) — к председателю Конгресса.
2. ↑  Отставка Мерино с поста президента вызвала вакуум власти, так как в действующей Конституции не прописано, к кому должны переходить полномочия президента[исп.] в случае если ни вице-президенты, ни председатель Конгресса не могут выполнять его обязанности